# Арбор, Лука
Лука Арбор или Арбери (14 сентября 1486 — 25 апреля 1523) — молдавский боярин, дипломат и государственный деятель.

## Биография
Лука Арбор впервые упоминается 14 сентября 1486 года. Он свободно владел церковнославянским, польским и латинским языками, несколько раз был командующим армией. Лука был сыном Кирстеата Анастасии Арбор. У Луки был брат — Питар Ион и сестра — Анушка, которая впоследствии вступила в брак с боярином Краснежем. Кирстеа остался верен князю до его смерти и был убит во время нашествия Османской армии в 1476 году.

## Деятельность
Арбор занял важную должность в 1486 году во времена правления князя Молдавии Стивена III. Он стал долговременным кастеляном Сучавы. Эта должность объединяет военные и административные функции с дипломатической деятельностью. Поэтому Арбор организовал защиту Сучавы во время польского вторжения в 1497 году. В качестве военачальника, он принял участие в молдавской оккупации Покутья в 1502 году. Его называли «Лука-Влах», который служил Стефану на важных дипломатических должностях в Польше и Великом княжестве Московском. Арбор был претендентом на молдавский престол в 1505 году. Но он все еще служил сыну Стефана Богдану III, который нуждался в его помощи, наставлениях, в частности во время молдавско-польских столкновениях. Арбор сохранял свои политические позиции, несмотря на поражение и продолжал служить учителем сына Богдана Стефана IV «Штефаница». Он примирил свою страну с Польшей, которая вела войну против Крымского ханства, выиграв её в августе 1518 р.
В 1496—1497 годах Арбор сопровождал московского посланника Ивана Осчирина, который свершал путешествие с Москвы в Молдавию. Эта миссия была частью серии контактов высокого уровня между Молдавией, Москвой и Литвой, целью которой было убедить Александра Ягеллончика, великого князя Литвы, выйти из союза с Польшей. Когда в 1497 году Польша вторглась на территорию Молдовы и осадила Сучаву, Арбор организовал оборону столицы.
Лука Арбор был обезглавлен в апреле в княжеском дворе в Харлау в 1523 году. Фамильная резиденция была конфискована правителем и стала государственной.

## Место упокоения
Церковь Усекновения честной главы Св. Иоанна Предтечи, Церковь Арбор — православная церковь, которая расположена на северо-востоке Румынии. Была построена быстро, но без росписей в 1502 году в селе Арбор, на территории, которая принадлежала Луке Арбору, гетману Стефана Великого, сейчас это округ Сучава. Церковь является одной из восьми молдавских церквей в списке Всемирного наследия ЮНЕСКО в Румынии. Скорее всего, церковь была задумана как семейная усыпальница Арборов, о чем свидетельствует соответствующая фреска. Посвящение церкви Усекновению главы Иоанна Предтечи оказалось в некоторой степени ироничным, потому что через 21 год, в 1523 году Луке Арбору и двум его сыновьям отрубят головы из-за обвинения в измене. Это сделает Стефан IV, внук Стефана Великого и воспитанник Луки.
Внутренние фрески закончили только в 1523 году, а внешние были заказаны внучкой Луки, Анной, в 1541 году. Церковь была построена из камней, вблизи хозяйственного двора. Имеет прямоугольную форму и характерное удлинение боковых стен на западе, которые заканчиваются аркой, которая видимо служила колокольней. Ценность этому архитектурному памятнику придает внутренняя роспись, 1503—1504 гг., а также наружная роспись в исполнении мастера Драгосина (1541 года) (сын попа Комана из города Яссы) после османского нашествия 1538 года. Роспись в большей степени повреждена, в ней преобладает зеленый оттенок.